# Carlos de Sanctis
Carlos de Sanctis (Rosario, 13 de agosto de 1898 – Rosario, 4 de julio de 1957) fue un médico, historiador, fotógrafo y revisionista argentino. Se destacó por su labor sanitaria voluntaria durante la Guerra del Chaco y por sus contribuciones al estudio y difusión de la figura del general José de San Martín.

## Biografía
Carlos de Sanctis nació en la ciudad de Rosario, provincia de Santa Fe, el 13 de agosto de 1898. Estudió medicina y ejerció como cirujano. Su vida combinó el compromiso con la salud pública, la historia argentina y el hipismo.

### Participación en la Guerra del Chaco
En 1932, tras el estallido de la Guerra del Chaco entre Paraguay y Bolivia, De Sanctis se ofreció como voluntario para asistir a los heridos en el frente de batalla. Se incorporó a los hospitales de sangre del ejército paraguayo, siendo destinado a la zona de Saavedra, donde realizó intervenciones quirúrgicas de urgencia bajo condiciones extremadamente adversas.
Además de su labor médica, De Sanctis llevó consigo una cámara fotográfica con la cual documentó tanto las acciones bélicas como la vida cotidiana de los soldados en el frente. Su registro fotográfico, acompañado por comentarios manuscritos que describen en detalle cada imagen, constituye una de las pocas fuentes directas y personales del conflicto. Por su labor humanitaria fue condecorado por el gobierno paraguayo.

### Labor historiográfica y cultural
A su regreso a la Argentina, Carlos de Sanctis se dedicó al estudio de la historia nacional con un enfoque revisionista, especialmente centrado en la figura del general José de San Martín. Fue impulsor de la creación de la filial Rosario del Instituto Nacional Sanmartiniano, institución dedicada a preservar y difundir el legado del Libertador.
También promovió la instalación de monolitos conmemorativos en diferentes puntos del sur de Santa Fe para recordar el paso de San Martín por la región. Su pasión por los caballos lo llevó a fundar el Club Hípico General San Martín, del cual fue su primer presidente.

### Obra y legado
Fue autor de más de cuarenta trabajos vinculados a la historia argentina, el hipismo y la zoología, publicados en revistas especializadas y boletines culturales. Sus registros fotográficos de la Guerra del Chaco se encuentran actualmente exhibidos en la Galería de Honor de las Banderas de América, ubicada en el Monumento Nacional a la Bandera, en Rosario. Copias de dichas imágenes se conservan también en el Museo Histórico Provincial Julio Marc.